# دگرجایی
دگرجایی (به انگلیسی: Heterotopy) یک تغییر تکاملی در آرایش فضایی رشد رویانی جانور، مکمل دگرزمانی، تغییر در سرعت یا زمان فرایند رشد است. نخستین بار توسط ارنست هکل در سال ۱۸۶۶ شناسایی شد و نسبت به دگرزمانی کمتر مورد مطالعه قرار گرفته است.

## مفهوم
مفهوم دگرجایی، که با تغییر در آرایش فضایی برخی فرایندها در رویان، تکامل را به ارمغان می‌آورد، توسط جانورشناس آلمانی ارنست هکل در سال ۱۸۶۶ معرفی شد. او به عنوان مثال تغییری در موقعیت لایه زایایی که غدد جنسی را ایجاد می‌کند، بیان کرد. از آن زمان، دگرجایی کمتر از همراه خود، دگرزمانی مورد مطالعه قرار گرفته است که سبب پدیده‌های دیدنی آسان‌تری مانند نئوتنی می‌شود. با ورود زیست‌شناسی تکوینی تکاملی در پایان سدهٔ بیستم، دگرجایی در تغییرات نرخ رشد شناسایی شد. در توزیع پروتئین در جنین؛ ایجاد فک مهره‌داران؛ تغییر موقعیت دهان کرم‌های نماتد و مقعد توتیای دریایی نامنظم. هتروتوپی می‌تواند ریخت‌شناسی‌های جدیدی را در جنین و در نتیجه در بزرگسالان ایجاد کند و به توضیح چگونگی شکل‌گیری اجسام توسط تکامل کمک کند.
از نظر زیست‌شناسی تکوینی تکاملی، دگرجایی به معنای قرار دادن یک فرایند رشد در هر سطحی از جنین است، خواه در سطح ژن، مداری از ژن‌ها، ساختار بدن یا اندام باشد. اغلب شامل هموز، تغییر تکاملی یک اندام به اندام دیگر است. دگرجایی با سیم‌کشی دوبارهٔ ژنوم جاندار به دست می‌آید و بر این اساس می‌تواند تغییرهای سریع تکاملی ایجاد کند.